# Stampede Wrestling
Stampede Wrestling è stata una federazione di wrestling fondata da Stu Hart nel 1948 ed è stata per quasi cinquantanni una delle più attive ed importanti delle regioni occidentali del Canada.

## Storia
Fondata e gestita da Stu Hart sin dal 1948 fece parte dei territori della National Wrestling Alliance fino al 1982. 

Acquistata da Vince McMahon nel 1984 fu gestita dalla World Wrestling Federation fino al 1985, anno in cui la famiglia del fondatore la riacquistò per continuarne la gestione fino alla prima chiusura (1989).
Bruce e Ross Hart riaprirono Stampede nel 1999 per riorganizzare eventi fino al 2007. Dopo un nuovo cambio di proprietà, Stampede chiuse nel mese di aprile 2008. Nel 2011 Smith Hart diventa il nuovo proprietario della federazione, Hart muore di cancro il 2 luglio 2017.
Nel dicembre del 2015 WWE incominciò ad inserire nella propria videoteca il materiale televisivo prodotto da Stampede, operazione che cessò poco dopo poiché Bret Hart dimostrò di possedere i diritti d'autore di ciò che riguardava i suoi match.

### The Dungeon
La Stampede Wrestling fu famosa per il "Dungeon", una scuola di wrestling collocata nella cantina della Hart House, dimora della famiglia Hart a Calgary. 

La scuola allenò un grande numero di futuri lottatori della WCW, ECW e della WWE, inclusi Bret, Bruce e Owen Hart, Edge, Chris Benoit e Chris Jericho.

## Titoli
| Titolo                                                     | Debutto          | Ritiro          | Note   |
| ---------------------------------------------------------- | ---------------- | --------------- | ------ |
| Stampede British Commonwealth Mid-Heavyweight Championship | Agosto 1979      | Aprile 2008     | [ 8 ]  |
| Stampede North American Heavyweight Championship           | 28 febbraio 1968 | Aprile 2008     | [ 9 ]  |
| Stampede North American Women's Championship               | 22 gennaio 1971  | 21 ottobre 1988 | [ 10 ] |
| Stampede International Tag Team Championship               | 21 febbraio 1958 | Aprile 2008     | [ 11 ] |
| Stampede Women's Pacific Championship                      | 17 giugno 2005   | 2006            | [ 12 ] |
| Stampede Pacific Heavyweight Championship                  | 2 aprile 1999    | 2001            | [ 13 ] |
| Stampede World Mid-Heavyweight Championship                | 1979             | 1989            | [ 14 ] |
| NWA Canadian Heavyweight Championship (Calgary version)    | 1º dicembre 1946 | 1972            | [ 15 ] |
| Stampede Western Canadian Women's Championship             | Luglio 1969      | 1969            | [ 16 ] |
| NWA Canadian Tag Team Championship (Calgary version)       | 1954             | 1959            | [ 17 ] |
| NWA Alberta Tag Team Championship                          | 5 marzo 1954     | dopo il 1956    | [ 18 ] |
| IWA World Women's Championship                             | Dicembre 1987    | Maggio 1997     | [ 19 ] |

## Hall of Fame
| Ring name              | Ruolo                  |
| ---------------------- | ---------------------- |
| Stu Hart               | Wrestler               |
| Jack Taylor            | Wrestler               |
| Al "Mr. Murder" Mills  | Wrestler               |
| Lou Thesz              | Wrestler               |
| Jim "Riot Call" Wright | Wrestler               |
| Rube Wright            | Wrestler               |
| Pat McGill             | Wrestler               |
| Sky Hi Lee             | Wrestler               |
| Luther Lindsay         | Wrestler               |
| Dr. Bill Miller        | Wrestler               |
| Whipper Billy Watson   | Wrestler               |
| Chief Thunderbird      | Wrestler               |
| Earl McCready          | Wrestler               |
| Pat O'Connor           | Wrestler               |
| Ilio DiPaolo           | Wrestler               |
| Édouard Carpentier     | Wrestler               |
| Gorgeous George        | Wrestler               |
| Argentina Rocca        | Wrestler               |
| Killer Kowalski        | Wrestler               |
| Czaya Nandor           | Wrestler               |
| Waldo Von Erich        | Wrestler               |
| Tex McKenzie           | Wrestler               |
| Johnny Valentine       | Wrestler               |
| "Crusher" Stan Stasiak | Wrestler               |
| Don Leo Jonathan       | Wrestler               |
| George Gordienko       | Wrestler               |
| Mongolian Stomper      | Wrestler               |
| Dave Ruhl              | Wrestler               |
| Tiger Joe Tomasso      | Wrestler               |
| Angelo Mosca           | Wrestler               |
| Billy Robinson         | Wrestler               |
| Geoff Portz            | Wrestler               |
| Kendo Nagasaki         | Wrestler               |
| Tor Kamata             | Wrestler               |
| Les Thornton           | Wrestler               |
| Dan Kroffat            | Wrestler               |
| Mr. Hito               | Wrestler               |
| Leo Burke              | Wrestler               |
| Dory Funk Jr.          | Wrestler               |
| Terry Funk             | Wrestler               |
| Harley Race            | Wrestler               |
| André the Giant        | Wrestler               |
| Sky Low Low            | Wrestler               |
| Little Beaver          | Wrestler               |
| The Fabulous Moolah    | Wrestler               |
| Penny Banner           | Wrestler               |
| Alexander Scott        | Arbitro                |
| Cedrick Hathaway       | Arbitro                |
| J.R. Foley             | Manager                |
| The Dynamite Kid       | Wrestler               |
| Davey Boy Smith        | Wrestler               |
| Keith Hart             | Wrestler               |
| Bruce Hart             | Wrestler               |
| Bret Hart              | Wrestler               |
| Owen Hart              | Wrestler               |
| Brian Pillman          | Wrestler               |
| Chris Benoit           | Wrestler               |
| "Dr. D" David Schultz  | Wrestler               |
| Jim Neidhart           | Wrestler               |
| Duke Myers             | Wrestler               |
| Kerry Brown            | Wrestler               |
| Hiroshi Hase           | Wrestler               |
| Larry Cameron          | Wrestler               |
| Ed Whalen              | Commentatore           |
| Henry Viney            | Commentatore           |
| Tom Moore              | Commentatore           |
| Mike Bulat             | Commentatore           |
| Bob Leonard            | Commentatore           |
| Ernie Roth             | Commentatore e manager |
| Sam Menacker           | Commentatore           |
| Tyrone McBeth          | Commentatore           |